# 形品
形品，為由新鴻基地產發展，位於香港北角。樓高共31層，於2011年第三季入伙。形品位於旺中帶靜的優越地段，除信步即達北角港鐵站外，更有多條巴士、小巴、電車及渡海小輪等交通工具往返全港各地。

## 歷史
形品前身為華潤集團的員工宿舍明德苑，物業於1993年落成，樓高26層，一梯八伙，共208個單位。及後，2005年新鴻基地產以3.88億購入，當時由於租約未期滿，故其只維持租用，直至2007年正式進行重建。

## 簡介
形品的外觀設計雅致而富現代感，採用大量玻璃幕牆。項目樓高31層，其中住宅由6樓至31樓，一梯為四或七伙，提供168個面積由約370至約1,500方呎的單位（間隔由開放式至四房特色單位。）
- 29樓或以下：所有單位屬標準式分層單位，主要提供開放式至兩房單位

- 30至32樓為特式單位層，一梯三伙，悉數三房特式單位，戶戶享海景，落成以來交投甚少

- 33樓頂層的特色單位僅得兩伙，發展商命名為「Lime∞」。

物業的成功，令設計被同為新鴻基地產的形品·星寓作為藍本，引申到日後形薈，成為全新的「形品系列」。
另外，物業設有3層會所，命名為「Lime 3」，其設施包括瑜珈室、洗衣房、商務中心、派對廚房等，為區內少見單幢有會所的住宅。

## 交通
| 交通路線列表                           |
| -------------------------------------- |
| 港鐵： - █ 港島綫、 █ 將軍澳綫：北角站 |

## 附近住宅
- 北角邨地皮綜合發展項目
- 北角匯
- 明園
- 雅怡閣
- 曉峯
- 明園閣
- 港濤軒